# Arrondissement de Agnam Civol
L'arrondissement de Agnam Civol est l'un des arrondissements du Sénégal. Il est situé dans le département de Matam et la région de Matam, dans l'est du pays.
Il compte trois communautés rurales :
- Communauté rurale de Dabia
- Communauté rurale de Agnam Civol
- Communauté rurale de Oréfondé

Son chef-lieu est Agnam Civol.